# Вануату на летних Олимпийских играх 2000
Вануату принимала участие в Летних Олимпийских играх 2000 года в Сиднее (Австралия) в четвёртый раз за свою историю, но не завоевала ни одной медали. Сборную страны представляло трое спортсменов, в том числе одна женщина, принимавшие участие в соревнованиях по лёгкой атлетике и стрельбе из лука.
Франсуа Латил стал самым пожилым участником Игр в Сиднее в возрасте 62 лет.

## Лёгкая атлетика
Спортсменов — 2
Мужчины
| Спортсмен      | Вид  | Забег     | Забег | Четвертьфинал | Четвертьфинал | Полуфинал | Полуфинал | Финал     | Финал     |
| Спортсмен      | Вид  | Результат | Место | Результат     | Место         | Результат | Место     | Результат | Место     |
| -------------- | ---- | --------- | ----- | ------------- | ------------- | --------- | --------- | --------- | --------- |
| Абрахам Кепсин | 100м | 11,12     | 8     | Не прошёл     | Не прошёл     | Не прошёл | Не прошёл | Не прошёл | Не прошёл |

Женщины
| Спортсмен          | Вид              | Забег     | Забег | Полуфинал | Полуфинал | Финал     | Финал     |
| Спортсмен          | Вид              | Результат | Место | Результат | Место     | Результат | Место     |
| ------------------ | ---------------- | --------- | ----- | --------- | --------- | --------- | --------- |
| Мэри-Эстель Капалу | 400м с барьерами | 1.02,68   | 5     | Не прошла | Не прошла | Не прошла | Не прошла |

### Стрельба из лука
Спортсменов — 1
Мужчины
| Спортсмен     | Квалификация | Квалификация | 1/32                       | 1/16                 | 1/8                  | Четвертьфинал        | Полуфинал            | Финал                | Финал |
| Спортсмен     | Очков        | Номер посева | Соперник Очков             | Соперник Очков       | Соперник Очков       | Соперник Очков       | Соперник Очков       | Соперник Очков       | Место |
| ------------- | ------------ | ------------ | -------------------------- | -------------------- | -------------------- | -------------------- | -------------------- | -------------------- | ----- |
| Франсуа Латил | 546          | 61           | Родни Уайт (4) Пор 145—158 | Закончил выступление | Закончил выступление | Закончил выступление | Закончил выступление | Закончил выступление | 61    |